# Motion de blâme
En politique canadienne et québécoise, une motion de blâme peut être définie comme une « proposition visant à condamner un acte ou une prise de position (ou l'absence d'acte ou de prise de position) d'un député, d'un ministre ou d'un gouvernement ».
Bien que les motions de blâme visent à l'origine à mieux délimiter les frontières entre le pouvoir législatif et le pouvoir exécutif dans le système parlementaire de type britannique, en permettant aux députés de condamner moralement les actions d'un ministre ou d'un autre membre de l'administration gouvernementale, depuis les années 1990, les motions de blâme sont utilisées de manière croissante pour condamner des propos controversés de simples citoyens qui n'ont aucun lien objectif avec l'administration gouvernementale. Les citoyens ainsi condamnés ont tendance à juger les motions de blâme comme étant des abus de procédure parlementaire, comme étant à caractère diffamatoire et comme constituant des atteintes à leur liberté d'expression.
À titre d'exemple d'une motion de blâme traditionnelle qui en temps normal créerait relativement peu de controverse parce que cela vise un responsable politique plutôt qu'un simple citoyen, le ministre Pierre Fitzgibbon a été blâmé par l'Assemblée nationale du Québec en novembre 2020 pour des actes posés alors qu'il était ministre.
Puisque les motions de blâme sont à la frontière entre la politique et le droit, les juges ont été réticents d'utiliser leur indépendance judiciaire pour intervenir sur des questions ayant une importante composante politique. Par exemple, dans un arrêt rendu en 2006 concernant l'affaire Michaud, le juge de Cour d'appel Jean-Louis Baudouin affirme qu'il s'agit d'une question de souveraineté parlementaire. Dans son jugement, il laisse également entendre que le législateur pourrait même potentiellement aller plus loin sur le plan pénal (il utilise le verbe « condamner » plutôt que « blâmer », et il dit ensuite que l'individu condamné peut être « exécuté sur la place publique »).
Certaines motions de blâme peuvent ne pas être intitulées « motion de blâme », elles peuvent prendre la forme de Déclarations unanimes de l'Assemblée législative, mais cela revient concrètement à la même chose sur le plan de la procédure parlementaire parce que le geste des députés est le même.
Les motifs des motions de blâme faits précédemment (présentés ci-dessous) sont nombreux et variés. Certaines motions visent à condamner des préjugés allégués d'une personne ou d'un groupe comme l'antisémitisme ou l'antisionisme, d'autres visent à dénoncer des allégations de corruption ou de mensonge politique faites contre le gouvernement ; certaines ont pour objet de dénoncer des personnes qui sont très critiques envers la Charte de la langue française ou la Loi sur la laïcité de l'État, d'autres encore visent à lutter contre le Québec bashing (dénigrement du Québec) provenant de journalistes américains ou anglophones canadiens qui sont peu familiers avec la culture québécoise. En fait, comme il n'existe aucun encadrement procédural formel visant les motions de blâme, cela peut en théorie se faire pour n'importe quelle raison et viser en principe n'importe qui.

## Liste de motions de blâme ne visant pas des responsables de l'exécutif gouvernemental
- Yves Michaud, ancien député devenu défenseur des droits des petits actionnaires, pour avoir tenté de défendre le chanoine Lionel Groulx dans ses relations avec le peuple juif.
- L'émission Un jour à la fois diffusée sur TVA le 17 mars 1997, à l'occasion de la publication du livre Le Syndrome de Pinocchio d'André Pratte, dans lequel il dénonce l'omniprésence du mensonge en politique, pour avoir « [discrédité] l'ensemble des hommes et des femmes élus et candidats à tous les niveaux de gouvernement, scolaire et municipal, provincial et fédéral ». En réponse à cette motion, le réseau TVA présentera des excuses publiques et suspendra l'animateur de l'émission, le journaliste Benoît Johnson, pour une journée[5],[6],[7],[8].
- J.J. McCullough, journaliste du Washington Post pour avoir écrit un article d'opinion plutôt tendancieux au sujet du Québec concernant les lois linguistiques notamment[9].
- Une motion de blâme a été débattue, mais n'a pas été approuvée par l'Assemblée nationale concernant le site web Vigile.net qui contenait entre autres des articles critiquant la politique israélienne[10].
- Une motion de blâme a été débattue, mais n'a pas été approuvée, contre la députée d'opposition Sylvie Roy parce qu'elle alléguait de la corruption à l'encontre de trois ministres du gouvernement[11].
- D'Iberville Fortier, commissaire aux langues officielles, pour avoir dit que la Charte de la langue française « humiliait » l'anglais[12].
- En 2019, une motion de la députée Catherine Fournier dénonce une journaliste de Radio-Canada (CBC) qui aurait affirmé que la Loi sur la laïcité de l'État avait un sous-discours xénophobe[13].
- Le professeur Amir Attaran de l'Université d'Ottawa, pour avoir entre autres qualifié de « lynchage médical » le décès de Joyce Echaquan[14].